# Marianne Dörr
Marianne Dörr (* 27. August 1960 in Trier) ist eine deutsche Bibliothekarin. Von 2008 bis 2023 war sie Leitende Bibliotheksdirektorin der Universitätsbibliothek Tübingen. Seit ihrer Pensionierung lebt sie in Freiburg.

## Wirken
Nach ihrer Reifeprüfung am Auguste-Viktoria-Gymnasium Trier (1979) studierte Marianne Dörr seit dem Wintersemester 1979/80 Romanistik und Germanistik an der Universität Freiburg/Br. Zwei Studiensemester verbrachte sie an der Universität Orléans. Nach ihrem Staatsexamen 1986 arbeitete sie 1986/1987 einige Monate als Deutschassistentin am Gymnasium von Sèvres in der Nähe von Paris. Im Jahre 1990 promovierte sie in Freiburg/Br. bei dem Romanisten Joseph Jurt. Im Frühjahr 1991 begann sie als Bibliotheksreferendarin an der Bayerischen Staatsbibliothek in München die Ausbildung für den höheren Bibliotheksdienst und legte 1993 an der Bayerischen Bibliotheksschule die Fachprüfung hierfür ab. Bis 2002 war sie an der Bayerischen Staatsbibliothek tätig, vor allem im Bereich des dortigen Digitalisierungszentrums und im Projekt „Verzeichnis der im deutschen Sprachraum erschienenen Drucke des 17. Jahrhunderts“ (VD 17). Im Jahre 2002 wurde sie Leitende Bibliotheksdirektorin der Hessischen Landesbibliothek Wiesbaden. 2008 übernahm sie als Nachfolgerin von Prof. Ulrich Schapka die Leitung der Universitätsbibliothek Tübingen, die sie bis Ende 2023 führte.
Marianne Dörr wirkte in zahlreichen bibliothekarischen Gremien mit und kümmerte sich insbesondere um die Digitalisierung wichtiger Bibliotheksbestände, Open Access von wissenschaftlicher Literatur und die Einwerbung von Drittmitteln vor allem für Erschließungsprojekte.

## Schriften (Auswahl)
- Medien, Moderne, Schreiben. Untersuchung zur Medienthematik bei Charles Ferdinand Ramuz und Blaise Cendrars (= Beiträge zur neueren Literaturgeschichte, Folge 3. Bd. 115). Winter, Heidelberg 1991, ISBN 3-533-04480-7 (Dissertation Universität Freiburg/Br.).
- Das Verzeichnis der im deutschen Sprachraum erschienenen Drucke des 17. Jahrhunderts. In: Zeitschrift für Bibliothekswesen und Bibliographie. Bd. 43 (1996), S. 409–421.
- Digitale Bilder in der Altbestandserschließung. Drei Projekte und ihre Realisierung. In: Bibliotheksforum Bayern. Bd. 24 (1996), S. 183–197.
- Bibliotheken im Internet. Auf dem Weg zur virtuellen Bibliothek. In: Gudrun Gross (Hrsg.): Studieren und forschen im Internet. Perspektiven für Wissenschaft, Wirtschaft, Kultur und Gesellschaft. Lang, Frankfurt am Main 1997, ISBN 3-631-31723-9, S. 163–172.
- mit Hartmut Weber: Digitalisation as a method of preservation? Final report of a working group of the Deutsche Forschungsgemeinschaft (German Research Association). European Commission on Preservation and Access, Amsterdam 1997, ISBN 90-6984-190-8.
- Das Digitalisierungszentrum an der Bayerischen Staatsbibliothek. In: Bibliotheksdienst. Bd. 33 (1999), S. 592–600.
- (mit Astrid Schoger): Inkunabeln im Internet. Ein Digitalisierungsprojekt der Bayerischen Staatsbibliothek. In: Bibliotheksdienst. Bd. 34 (2000), S. 255–264.
- Langzeitarchivierung digitaler Daten. In: Margit Rützel-Banz (Hrsg.): Grenzenlos in die Zukunft (= Zeitschrift für Bibliothekswesen und Bibliographie, Sonderhefte. Bd. 77). Klostermann, Frankfurt am Main 2000, ISBN 3-465-03062-1, S. 235–244.
- Planung und Durchführung von Digitalisierungsprojekten. In: Hartmut Weber (Hrsg.): Digitale Archive und Bibliotheken. Neue Zugangsmöglichkeiten und Nutzungsqualitäten. Kohlhammer, Stuttgart 2000, ISBN 3-17-016062-1, S. 102–112.
- (mit Wilfried Enderle): Bibliotheken und Sondersammelgebiete. In: Stuart Jenks (Hrsg.): Internet-Handbuch Geschichte. Böhlau, Köln 2001, ISBN 3-8252-2255-1, S. 167–194.
- Dissertationen im „Verzeichnis der im deutschen Sprachraum erschienenen Drucke des 17. Jahrhunderts“ (VD 17). In: Rainer A. Müller (Hrsg.): Promotionen und Promotionswesen an deutschen Hochschulen der Frühmoderne (= Abhandlungen zum Studenten- und Hochschulwesen. Bd. 10). SH-Verlag, Köln 2001, ISBN 3-89498-106-7, S. 45–50.
- (mit Gudrun Gersmann): Der Server Frühe Neuzeit als Baustein für eine Virtuelle Fachbibliothek Geschichte. In: Bibliotheksdienst. Band 35, 2001, S. 283–294.
- Retrospektive Digitalisierung in Bibliotheken – vom Projekt zum Programm. In: Hannelore Benkert (Hrsg.): Die Bibliothek zwischen Autor und Leser (= Zeitschrift für Bibliothekswesen und Bibliographie, Sonderhefte. Bd. 84). Klostermann, Frankfurt am Main 2003, ISBN 3-465-03252-7, S. 309–318.
- mit Wilfried Enderle und Heinz Hauffe: Elektronische Publikationen und Informationsdienstleistungen. In: Rudolf Frankenberger, Klaus Haller (Hrsg.): Die moderne Bibliothek. Ein Kompendium der Bibliotheksverwaltung. Saur, München 2004, ISBN 3-598-11447-8, S. 381–409.
- Das elektronische Pflichtexemplar. Auf dem Weg zu einer gesetzlichen Regelung. In: Zeitschrift für Bibliothekswesen und Bibliographie. Bd. 52 (2005), S. 111–119.
- (Mitautorin): 100 - 50 - 10. Texte und Bilder zum Jubiläum der Universitätsbibliothek; [veröffentlicht anlässlich der gleichnamigen Jubiläumsausstellung in der Universitätsbibliothek vom 22. November 2012-28. Februar 2013]. Gulde, Tübingen 2012.
- Nicht nur Face-Lifting. Die jüngste Modernisierung der Tübinger Universitätsbibliothek. In: ABI-Technik. Bd. 32 (2012), S. 68–78.
- Kooperative Dezentralität – ein Blick auf Baden-Württembergs wissenschaftliche Bibliotheken. In: Klaus Ceynowa (Hrsg.): Bibliotheken. Innovation aus Tradition. Rolf Griebel zum 65. Geburtstag. De Gruyter Saur, Berlin 2014, ISBN 978-3-11-031051-1, S. 511–520.
- Retrospektive Digitalisierung wissenschaftlicher Sammlungen in Universitätsbibliotheken. In: Konstanze Söllner (Hrsg.): Unternehmen Bibliothek. 100 Jahre Alte Universitätsbibliothek (= Kleine Schriften zu Kultur und Geschichte der Friedrich-Alexander-Universität. H. 8). FAU University Press, Erlangen 2014, ISBN 978-3-944057-20-0, S. 57–70.
- Vom Sondersammelgebiet zum Fachinformationsdienst. Ein Praxisbericht. In: Zeitschrift für Bibliothekswesen und Bibliographie. Bd. 61 (2014), S. 130–137.
- (Hrsg. u. Red.): Eberhard Karls Universität Tübingen, Universitätsbibliothek. Tübingen 2017.
- Open Access Information Service for Researchers in Theology. In: LIBER quarterly. Bd. 28 (2018), S. 1–9 (Digitalisat).

Festschrift
- Sabine Krauch/Regina Keyler/Martin Fassnacht (Hrsg.): Starke Impulse. Eine Festschrift für Marianne Dörr zum Abschied. Tübingen University Press, Tübingen 2024 (online).